# Ehemalige Bank für Handel und Industrie
Die ehemalige Bank für Handel und Industrie ist ein Bauwerk in Darmstadt.

## Architektur und Geschichte
Die ehemalige Bank für Handel und Industrie wurde in den Jahren 1873 und 1874 nach Plänen des Mainzer Architekten Philipp Johann Berdellé für die Bank für Handel und Industrie (Darmstadt) erbaut. Ein dreiachsiger flacher Risalit unterteilt die zehn- und zwölfachsige Fassade jeweils in der Mitte.
Die Eckausbildung des Bauwerks mit einem römischen Triumphbogenmotiv reicht über zwei Geschosse.
Vier korinthische Säulen teilen die Fläche in drei Felder. Das mittlere, größere Feld nimmt den Eingang mit dem Rundbogen auf. Die beiden äußeren, schmäleren Felder schmücken im Erdgeschoss zwei Relief-Medaillons.
Die Relief-Medaillons zieren Handel, Fleiß und Fruchtbarkeit symbolisierende Frauengestalten.
In den Rundbogen-Nischen des Obergeschosses befinden sich eine männliche Statue, die Handel (mit einem Geldbeutel, einem Schiffsbug, einem Anker und einem Tuchballen), und eine weibliche Statue, die Industrie (mit Feuer, einem Zahnrad und einem Flügelrad) symbolisiert.
Die Bildhauerarbeiten stammen von Heinrich und Valentin Barth aus Mainz.
Im Jahre 1944 wurde das Bauwerk bei einem Luftangriff schwer beschädigt.
Beim Wiederaufbau wurde das Gebäude um zwei schlichte Geschosse aufgestockt.

## Denkmalschutz
Das an städtebaulich dominanter Stelle, ehemals gegenüber den früheren Bahnhöfen gelegene Bauwerk ist aus architektonischen und stadtgeschichtlichen Gründen ein Kulturdenkmal.

## Die ehemalige Bank für Handel und Industrie heute
Heute ist die ehemalige Bank für Handel und Industrie ein Wohngebäude.

## Bildergalerie

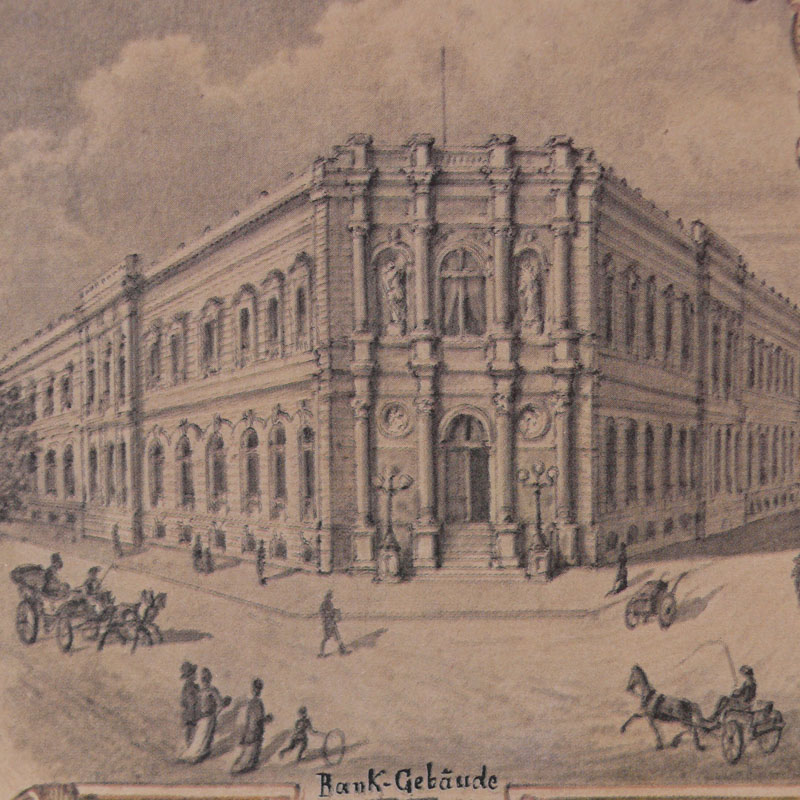
Bank für Handel und Industrie (um 1883)
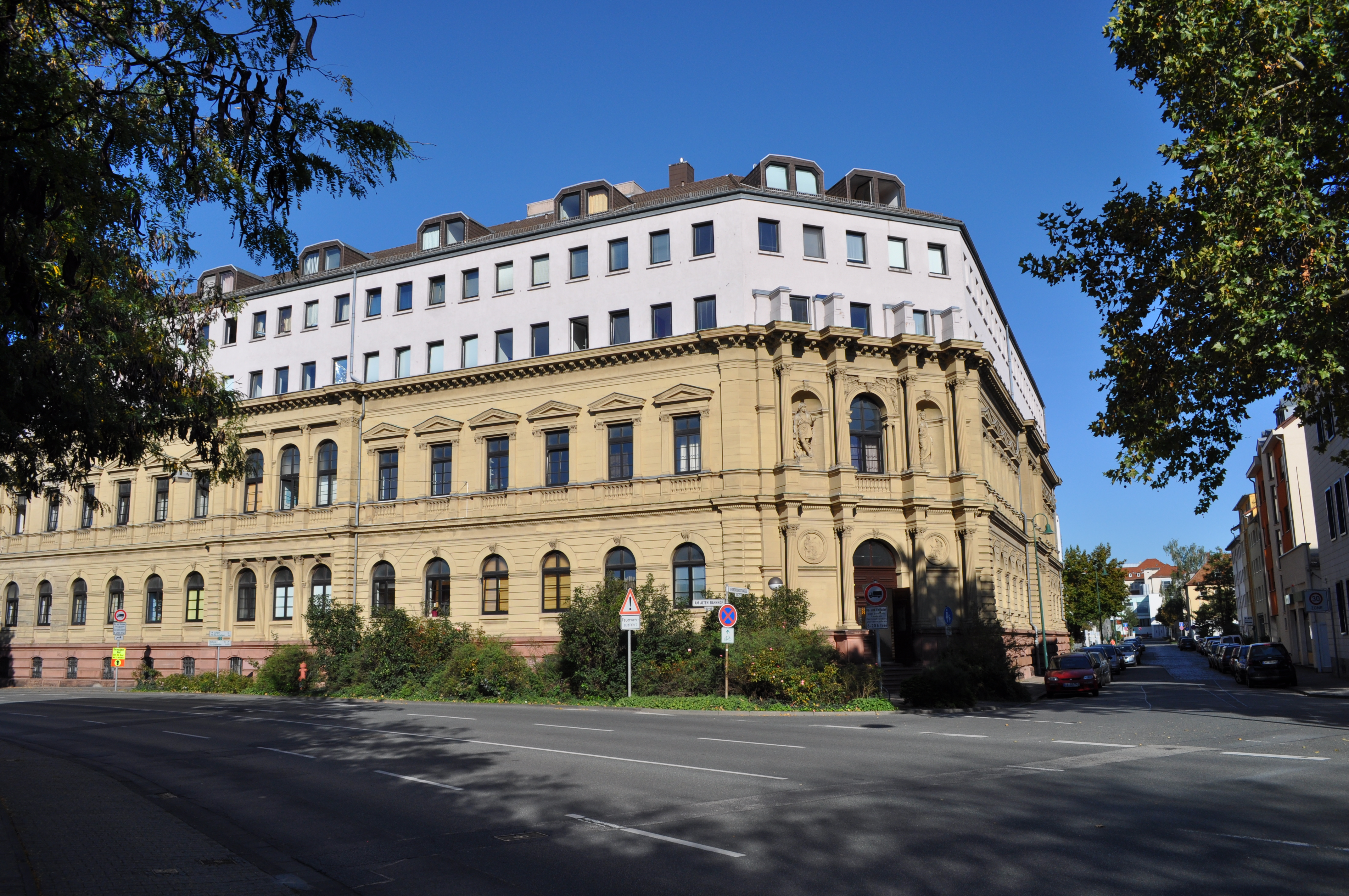
Ehemalige Bank für Handel und Industrie (2011)
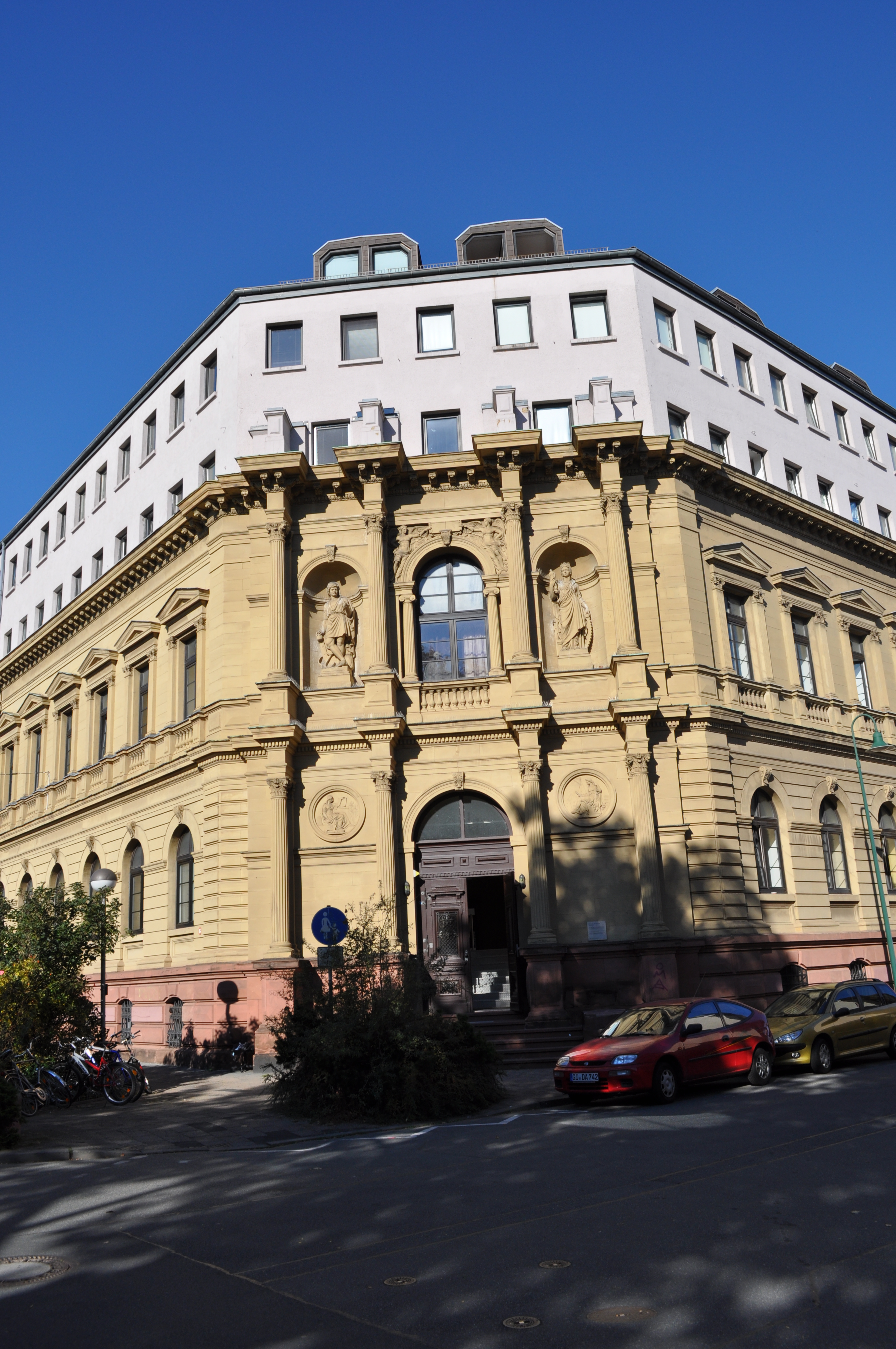
Ehemalige Bank für Handel und Industrie (2011)
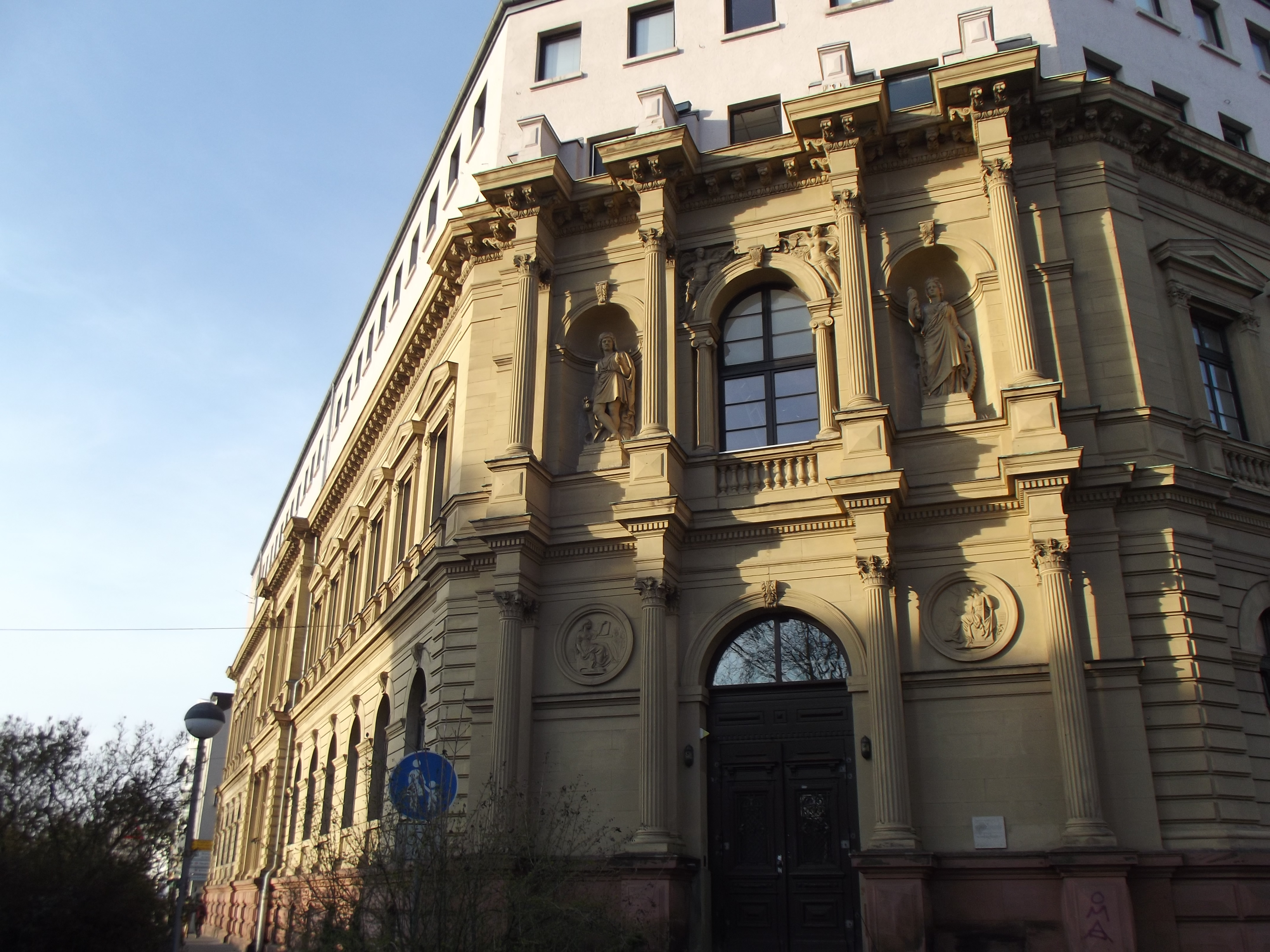
Ehemalige Bank für Handel und Industrie (2015)
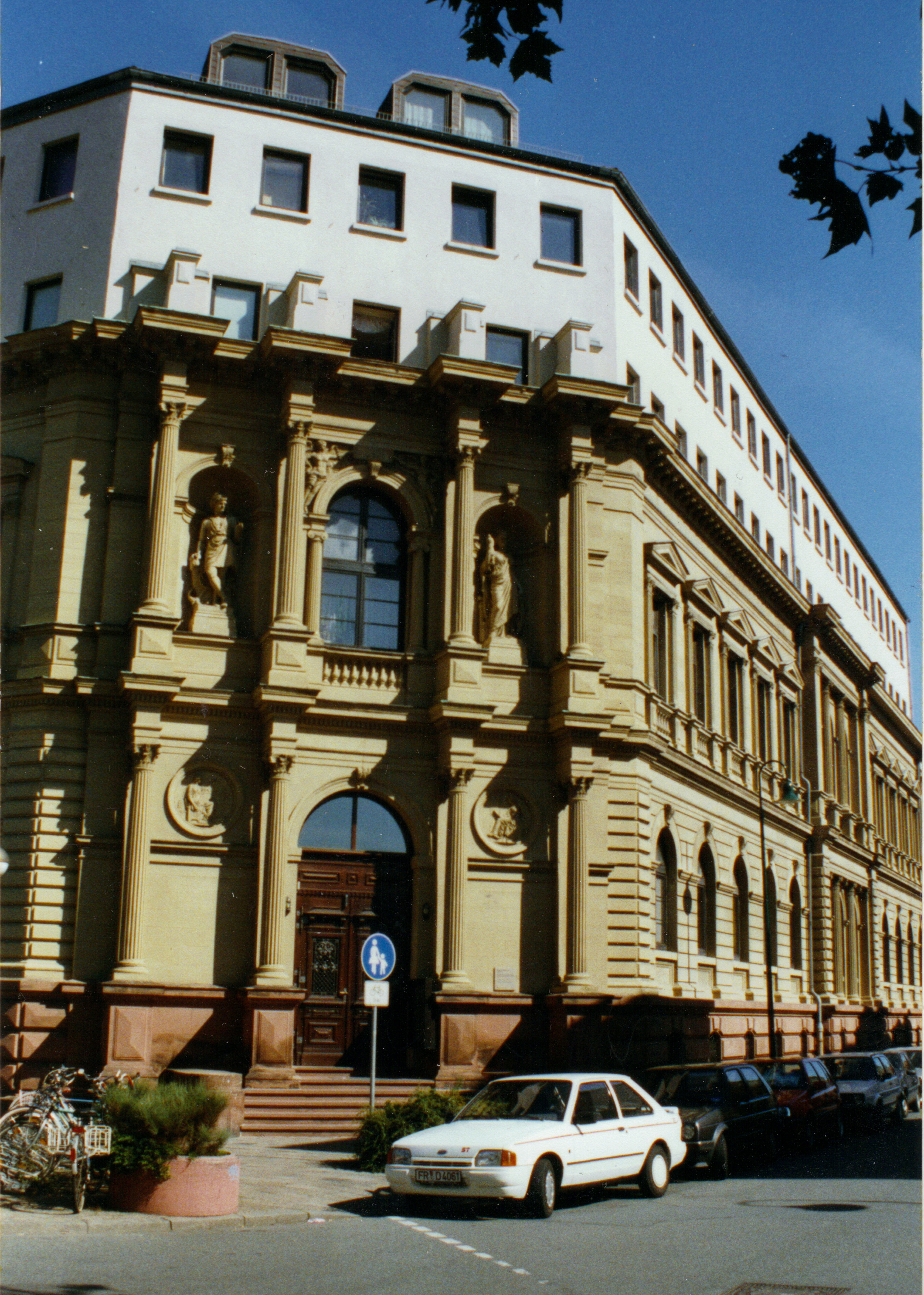
Ehemalige Bank für Handel und Industrie (1997)